# AMD Am9080

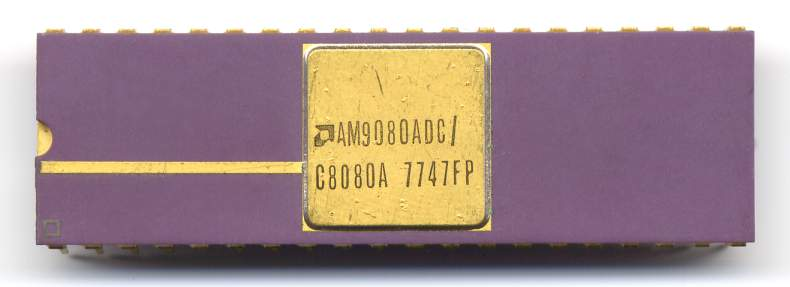
AMD Am9080

Am9080 é uma CPU fabricada pela AMD (Advanced Micro Devices). Foi produzido originalmente sem licenciamento como um clone do processador Intel 8080. Mais tarde, um acordo foi firmado com a Intel para sua fabricação. A primeira versào do Am9080 foi lançada em abril de 1974, com uma freqüência de processamento de 2 MHz.
O Am9080 é um modelo de processador fabricado pela AMD Ele foi originalmente produzido sem licença como um clone do Intel 8080, após engenharia reversa por Ashawna Hailey, Kim Hailey, e Jay Kumar, que fotografaram um chip Intel inicial e desenvolveram diagramas esquemáticos e lógicos a partir das imagens.